# Ладо, Мария Алексеевна
Мария Ладо (род. 1965, Киев) — украинский драматург и сценарист.

## Биография
Родилась 14 октября 1965 года в Киеве, в семье кинорежиссёра Алексея Мишурина.
В 1986 году Мария закончила актёрский факультет Киевского государственного института театрального искусства им. И.Карпенко-Карого, актрисой проработала три года на киностудии им. А. П. Довженко, снялась в одиннадцати картинах (в том числе «Балаган» (1990)), после чего поступила на сценарный факультет ВГИКа, (мастерская Л. Н. Нехорошего), который окончила в 1994 году.
Мария Ладо является автором восьми пьес и пяти киносценариев. В России и СНГ, странах Евросоюза и США на протяжении многих лет с большим успехом идут спектакли по её по произведениям, таким как «Очень простая история», «Маэстро», «Женщина года», «Красный, белый, немножко грязи», «Тёзка». Пьеса на украинском языке «Шабля, булава та китиця» ещё не поставлена.
Автор сценария (совместно с Семёном Малковым) ко второму и третьему сезонам сериала «Две судьбы».
В 2010 году награждена премией Российского Авторского Общества «За вклад в развитие науки, литературы и культуры России».
Является членом СК России и СК Украины.
Спектакли по её пьесам получили более 50 призов на Российских и международных театральных фестивалях.
В 2012 году в Москве была издана авторская книга «Мария Ладо. Пьесы.»
По приглашению занимается преподавательской деятельностью — проводит мастер-классы по кино и театральной драматургии.
Большой интерес критики и общества к литературному творчеству Марии Ладо наглядно виден в огромном количестве статей и обсуждений на страницах отечественной и зарубежной прессы.